# Sveučilište u Stockholmu
Sveučiište u Stockholmu (šved. Stockholms universitet) je javno sveučilište u Stockholmu, glavnom gradu Švedske. Osnovano je 1878. kao kolegij, a naslov sveučilišta dobiva 1960. godine, kao četvrto najstarije švedsko sveučilište. Sa 70.000 studenata i 3.300 zaposlenika jedno je od najvećih u Skandinaviji i Sjevernoj Europi. Pokriva područja prirodnih i društvenih znanosti, prava i ekonomije.

## Poznati studenti
- Svante August Arrhenius, švedski fizičar i kemičar
- George de Hevesy, mađarski radiokemičar;
- Paul Jozef Crutzen, nizozemski atmosferski kemičar;
- Tomas Tranströmer, švedski pjesnik, psiholog i predvoditelj;
- Gunnar Myrdal, švedski ekonomist, sociolog i političar.

## Vanjske poveznice
- Službene stranice (šved.)